# Хомутов, Денис Александрович
Денис Александрович Хомутов (укр. Денис Олександрович Хомутов; род. 7 августа 1979, Донецк) — украинский футболист, игравший на позиции полузащитника. По завершении карьеры стал тренером

## Биография
Начал заниматься футболом в донецкой ДЮСШ «Шахтёр», первый тренер — Александр Пожидаев. Также учился в Донецком училище олимпийского резерва. Начал профессиональную карьеру в 1995 году, став игроком второй команды «Шахтёра», выступавшей во второй украинской лиге. Играл за резервистов «горняков» на протяжении шести сезонов, в 1998 году в составе команды став победителем своей группы второй лиги и заработав право на повышение в классе, однако в основе дончан на поле так ни разу и не появился. Летом 2000 года перешёл в александрийскую «Полиграфтехнику», в которой в дебютном сезоне выиграл соревнования в первой лиге чемпионата Украины и получил возможность выступать в высшей лиге. Дебютировал в элитном дивизионе 20 июля 2001 года, на 53-й минуте выездного матча против донецкого «Шахтёра» заменив Юрия Данченко. В июле 2001 года был арендован кировоградской «Звездой», в составе которой в том же месяце отыграл 3 матча в первой лиге (забил 1 гол), а в зимнее межсезонье вернулся в «Шахтёр». За «горняков» выступал на протяжении полутора лет, однако за основную команду снова не смог дебютировать. В 2003 году покинул донецкий клуб.
Летом 2003 года снова стал игроком «Звезды», выступавшей в высшей лиге, однако провёл в команде всего полгода. В зимнее трансферное окно перешёл в винницкую «Ниву», за которую на протяжении полугода выступал в первой лиге. Новый чемпионат начал в составе алчевской «Стали», однако там тоже не закрепился и покинул клуб отыграв половину сезона. Зимой 2005 года подписал контракт с донецким «Олимпиком», за который выступал до завершения профессиональной карьеры, в 2006 году на полгода отлучившись в сумской «Спартак». Отыграл более сотни матчей в составе донецкой команды. Последнюю игру на профессиональном уровне провёл в 2009 году. По завершении выступлений играл на любительском уровне за донецкие «УСК-Рубин» и «Орлайн» а также белоцерковскую «Смену».

### Тренерская карьера
Ещё выступая в «УСК-Рубин» был играющим тренером команды. В 2013 году стал тренером в ДЮСШ донецкого «Олимпика». В июле 2014 года был назначен на должность главного тренера молодёжной команды «Олимпика», а в 2016 году — помощника тренера главной команды. Летом 2017 года стал главным тренером грузинской «Гагры», с которой дошёл до финала Кубка Грузии в 2018 году. В 2018—2019 годах тренировал «Телави», а в 2020 году работал помощником главного тренера Марко Кристала в эстонском «Нымме Калью». В октябре 2021 года назначен главным тренером «Чайки» из Петропавловской Бощаговки, выступавшей во второй лиге чемпионата Украины. В 2023 году стал директором академии одесского «Черноморца»

## Семья
Сын, Владислав Хомутов, также стал профессиональным футболистом.

## Достижения
- Победитель первой лиги Украины: 2000/01
- Победитель второй лиги Украины: 1997/98 (группа «В»)